# بنك رقمي
بنك رقمي (بالإنجليزية: Digital banking)‏ هو بنك بدون فروع يقدم جميع الخدمات المصرفية الفورية عبر قنوات رقمية. تميز البنوك نفسها عن البنوك التقليدية من خلال ممارسات التكنولوجيا المالية الحديثة، مثل العمليات عبر الإنترنت فقط، والتي تتجنب تكاليف وتعقيدات الخدمات المصرفية التقليدية.

## التاريخ
كان أول ظهور للبنوك الرقمية في 2015، من خلال بنك مونزو (Monzo) البريطانى، الذي نشأ كأول مصرف ذكى دون فروع تقليدية، وأصبح لديه أكثر من 800 ألف عميل. وعربيا كان الظهور الأول للبنوك الرقمية في 5 مايو 2014، عندما أطلق بنك ميم خدماتة في السعودية بدون أن تكون له أي فروع. وفي ديسمبر 2017 قام «بنك المشرق» الإماراتي، بإطلاق أول بنك رقمي في الإمارات، ليقدم جميع الخدمات المصرفية الفورية عبر قنوات رقمية فقط من دون فروع، وحمل اسم «المشرق نيو». في يونيو 2021، تم اطلاق بنكان رقميان أخران، هما بنك إس تي سي، والبنك السعودي الرقمي في السعودية.